# Adarmanes
Adarmanes (fl. fim do século VI), chamado Adaarmanes (em grego: Ἀδααρμάνης) por João do Éfeso, Adarmaanes (Αδαρμαάνης) por João de Epifânia, Evágrio Escolástico e Nicéforo Calisto, Ardarmanes (Αρδαρμάνης) e Artabanes (Αρταβάνης) por Teofilacto Simocata, Artabã (Αρταβάν) por Teófanes, o Confessor e João Zonaras, Ardamão (Ardahmon) por Jorge Cedreno, Adramão por Miguel, o Sírio, Adarmão de acordo com a Crônica de 724, Mesledermém (Mzldrhmn) segundo a Crônica de 1234 e Adarmaã (Adarmahān) nas fontes persas, foi um general persa ativo na fronteira ocidental do Império Sassânida contra as forças do Império Bizantino durante a guerra bizantino-sassânida de 572-591.

## Biografia

Fronteira bizantino-sassânida em 565

Adarmanes é citado como marzobã (general de uma província fronteiriça, "marquês"), talvez de Nísibis, pelo historiador siríaco João do Éfeso. Um comandante persa servindo sob o xá Cosroes I (r. 531–579), em 573 foi enviado como chefe de um exército para invadir Eufratense e Síria enquanto o rei aliviava Nísibis e se preparava para atacar Dara. Ele cruzou o Eufrates próximo de Circésio, alcançou Antioquia, saqueou a cidade de Apameia, capturou vários milhares de prisioneiros e derrotou uma pequena força romana sob Magno antes de retornar para casa sem encontrar qualquer oposição.
Em 577, atacou a província romana de Osroena, mas retirou-se com a aproximação de um exército sob Justiniano. No final de 577 ou começo de 578, participou nas negociações de paz em Dara e atacou os distritos de Dara e Constantina. Em 580/581, foi enviado pelo xá Hormisda IV (r. 579–590) para atacar a Mesopotâmia Superior, ameaçando a linha de abastecimento romana e forçaria Maurício e Alamúndaro III (r. 569–581) a pararem sua marcha contra Ctesifonte e retirarem seu exército para o norte.
Adarmanes pilhou Osroena, e foi bem sucedido em capturar sua capital Edessa. Então marchou seu exército em direção a Calínico no Eufrates. Lá, contudo, encontrou-se com Maurício e seu exército, e sofreu uma derrota menor que forçou-o a se retirar para Nísibis, mas não antes de provavelmente devastar o mosteiro de Cartamin e a região de Tur Abdin no processo. Em junho do ano seguinte (582), Adarmanes sofreu uma grande derrota nas mãos de Maurício próximo de Constantina, mal escapando do campo, enquanto seu co-comandante Tamcosroes foi morto.